# (33449) 1999 FL25
1999 FL25 (asteroide 33449) é um asteroide da cintura principal. Possui uma excentricidade de 0.20759140 e uma inclinação de 4.56019º.
Este asteroide foi descoberto no dia 19 de março de 1999 por LINEAR em Socorro.